# David Towell

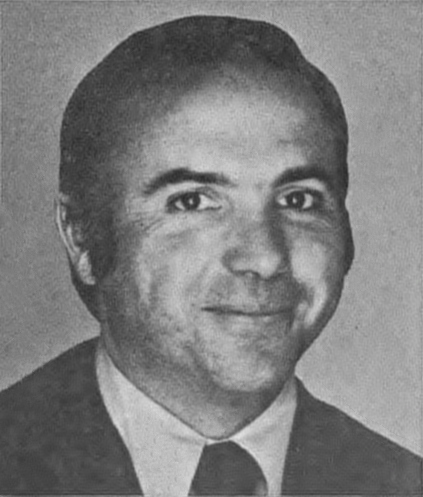
David Towell (1973)

David Gilmer Towell (* 9. Juni 1937 in Bronxville, New York; † 10. Juni 2003 in Reno, Nevada) war ein US-amerikanischer Politiker. Zwischen 1973 und 1975 vertrat er den Bundesstaat Nevada im US-Repräsentantenhaus.

## Frühe Jahre
David Towell besuchte die Schulen in Bronxville und New York City. Danach studierte er bis 1960 an der University of the Pacific in Stockton (Kalifornien). Zwischen 1960 und 1966 war er Mitglied der Fliegerstaffel der Nationalgarde von Nevada. Damals stieg Towell auch in das Immobiliengeschäft ein.

## Politische Laufbahn
Towell wurde Mitglied der Republikanischen Partei. Im Jahr 1970 leitete er deren Parteiorganisation im Douglas County. In den Jahren 1968, 1970 und 1972 war er Delegierter auf den lokalen Parteitagen der Republikaner in Nevada. Bei den Kongresswahlen des Jahres 1972 wurde Towell in das US-Repräsentantenhaus gewählt. Dort löste er am 3. Januar 1973 Walter S. Baring ab. Da er 1974 nicht bestätigt wurde, konnte er bis zum 3. Januar 1975 nur eine Legislaturperiode im Kongress absolvieren.
Nach dem Ende seiner Zeit im Repräsentantenhaus arbeitete David Towell wieder in der Immobilienbranche. 1976 kandidierte er erfolglos für den US-Senat. Er starb am 10. Juni 2003 in Reno.